# Citybanan
Citybanan je železniční trať ve Stockholmu. Dlouhá je 7,4 km, z toho 6 km vede v tunelu. Maximální rychlost je 90 km/h. Nachází se na ní dvě stanice – Stockholm City a Stockholm Odenplan (obě v tunelové části, svým vzhledem připomínají spíše stanice metra). Otevřena byla 10. července 2017. Trať využívají spoje příměstské železnice Pendeltåg.

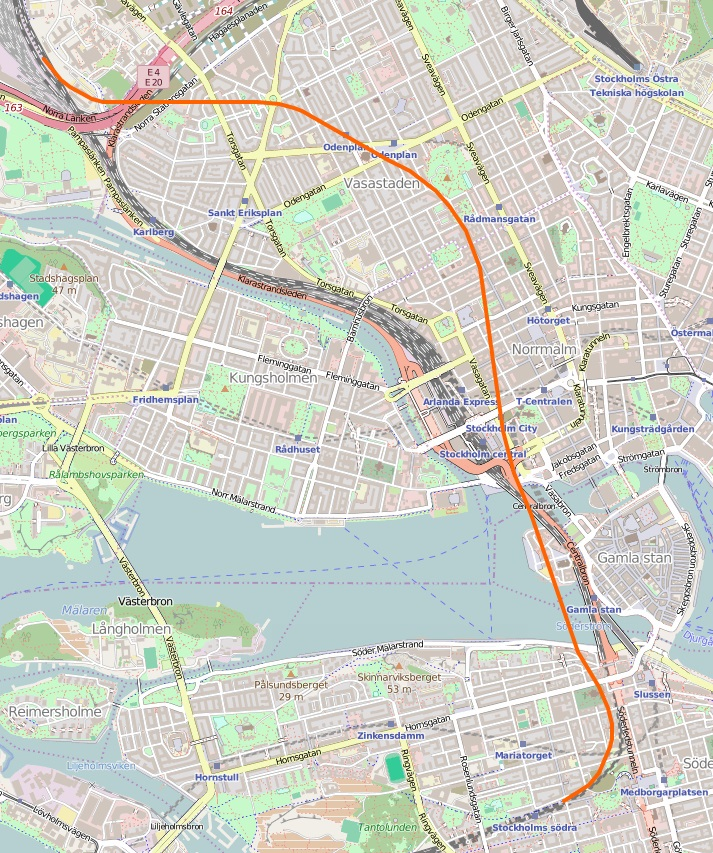
Trasa

## Trasa
Trať začíná na severním zhlaví podpovrchové stanice Stockolm Södra, prochází pod zátokou Söderström, ostrůvkem Riddarholmen a řekou Norrström. Trať se dělí z jednoho dvoukolejného tunelu na čtyři jednokolejné tunely a v úseku pod hlavním nádražím a stanicí metra T-Centralen se nachází první stanice – Stockholm City. Jedná se o hluboko raženou stanici, 44 m pod povrchem a 12 m pod stanicí modré linky metra. Je zde možný přestup na všechny tři linky metra ve Stockholmu a na dálkové vlaky. Stanice má dvě ostrovní nástupiště, částečně jednolodní a částečně dvoulodní. Za stanicí se koleje opět spojují do jednoho dvoukolejného tunelu.
Trať dále pokračuje pod čtvrtí Vasastaden a rozděluje se do dvou jednokolejných tunelů před zastávkou Stockholm Odenplan. Ta je jednolodní ražená 30 m pod povrchem. Umožňuje přestup na zelenou linku metra. Před i za stanicí je připraven rozplet pro plánované odbočky na druhé nástupiště. Zastávka v budoucnu umožní přestup na novou žlutou linku. Za stanicí se tunely opět spojují do jednoho a vyúsťují na velkém překládacím nádraží. Nad konci úseku se nachází rozsáhlý železniční uzel, na horní úrovni  vedou tratě ve směru Sundybyberg (západ), na dolní ve směru Solna (sever).

## Výstavba
Stavba probíhala v letech 2009–2017. Stála 19,4 miliard švédských korun. Nejdražší byla výstavba stanice Stockholm city, jelikož zahrnovala i částečnou rekonstrukci stanice metra. Náročné bylo také budování úseku pod zátokou Söderström, kde bylo nutné jednotlivé podvodní tubusy betonovat na souši, přepravit na staveniště po vodě a uložit na podvodní pilíře. Hlavní práce na podvodní části probíhaly cca v letech 2009–2013. Pro ražby byla využita zejména metoda Drill&Blast.

## Galerie - výstavba

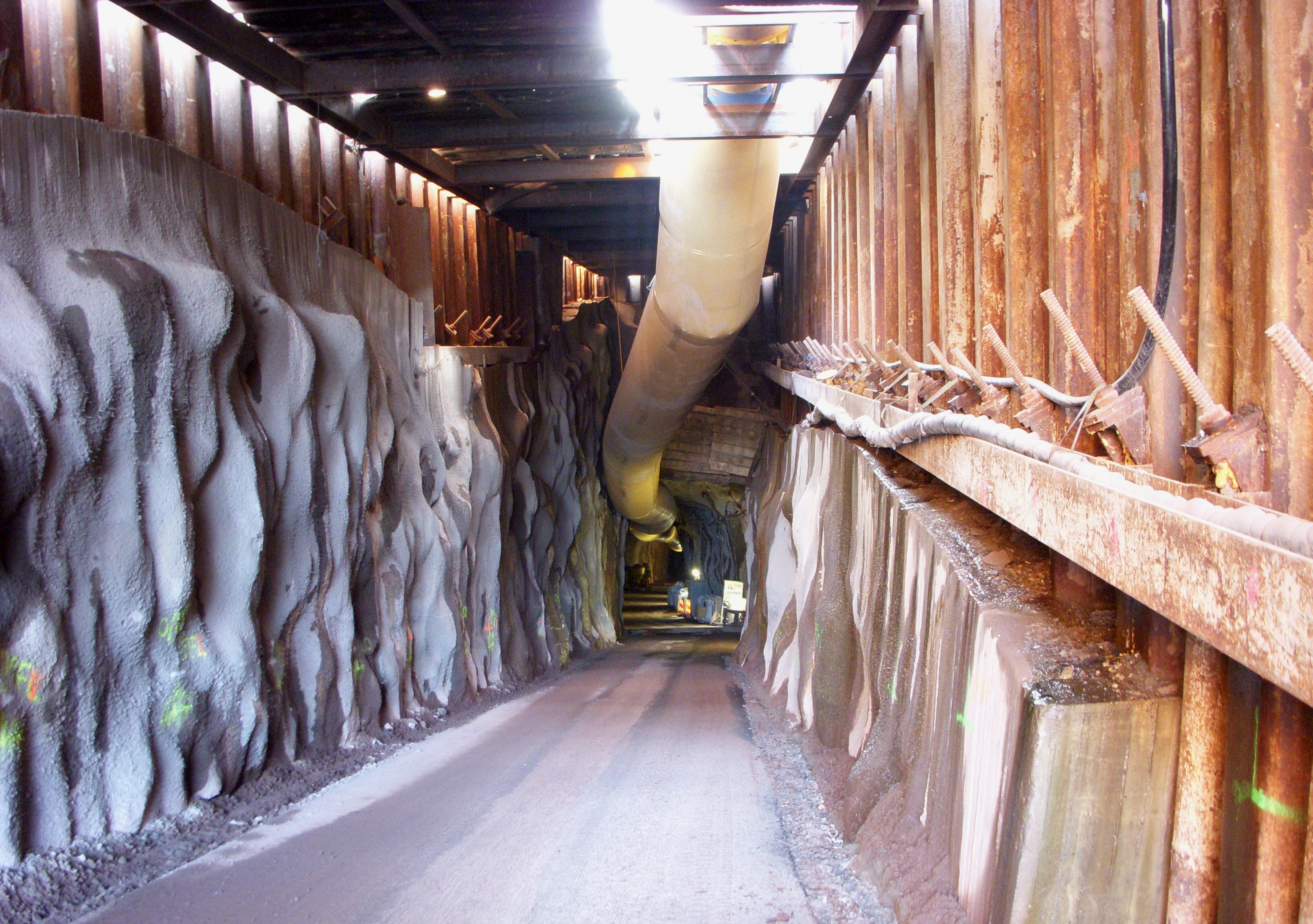
Přístupová štola tunelu mezi stanicemi Stockholm City a Odenplan v září 2009
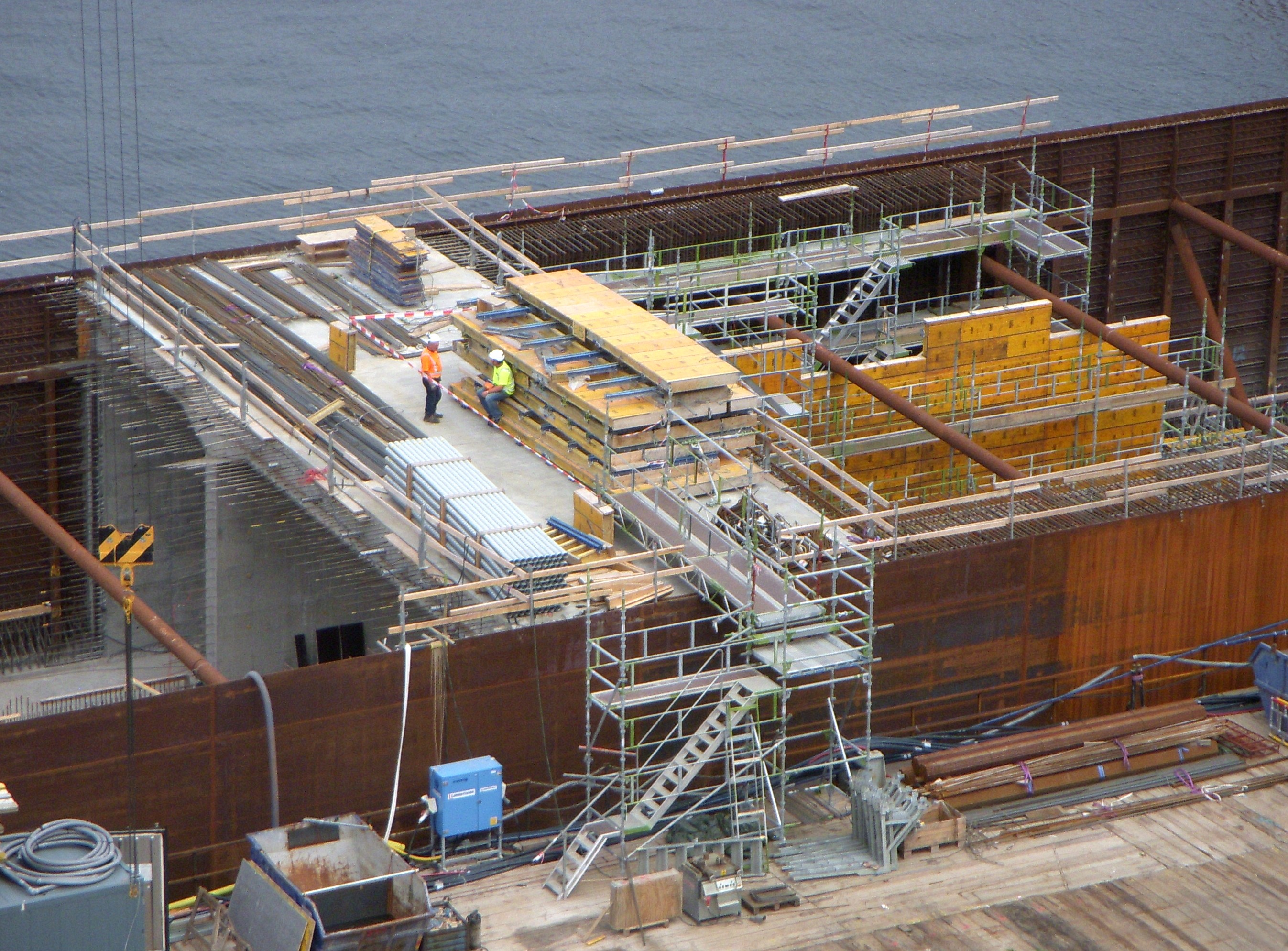
Stavba tunelu pod jezerem v červenci 2010
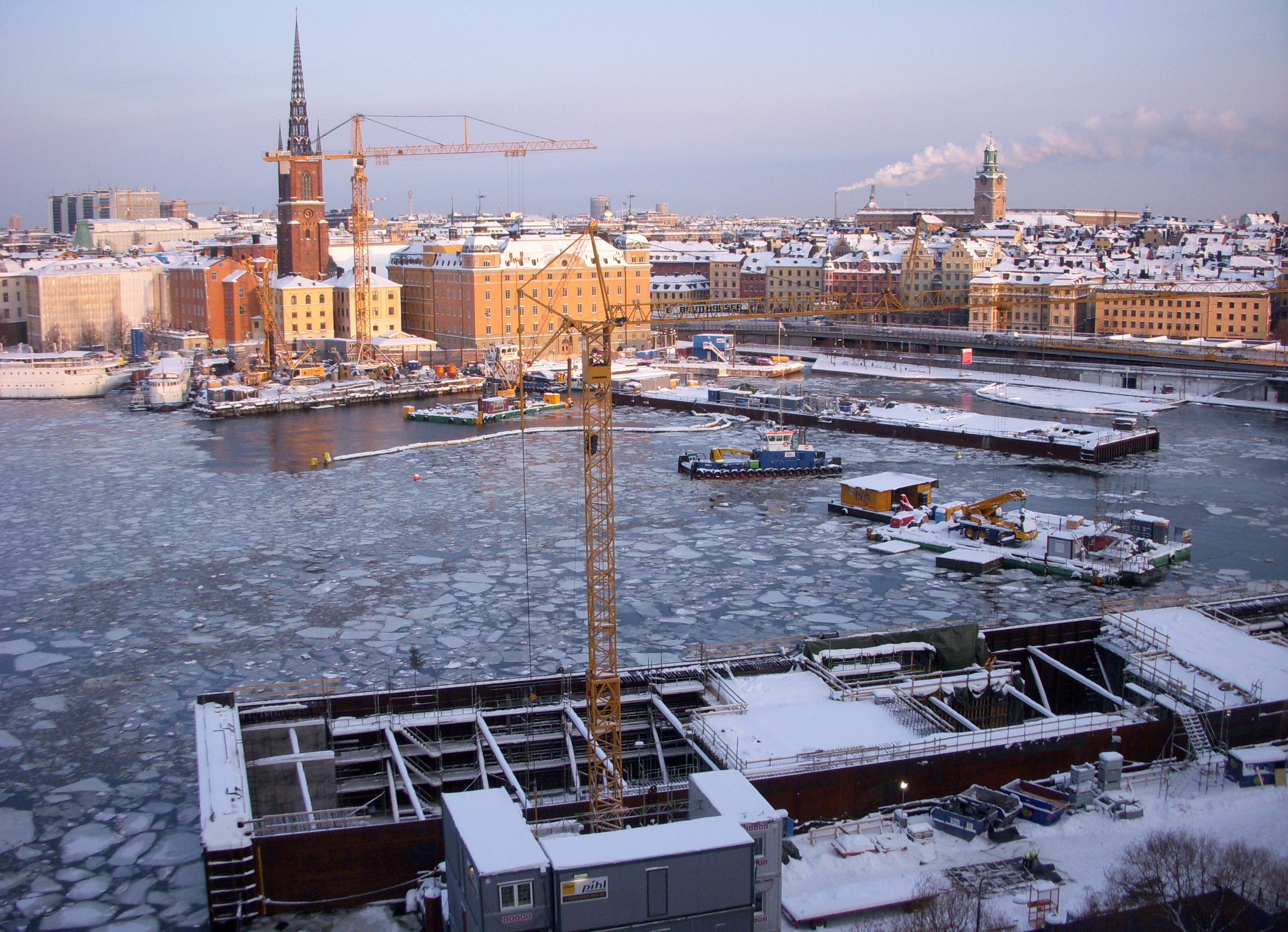
Stavba tunelu pod jezerem v prosinci 2010
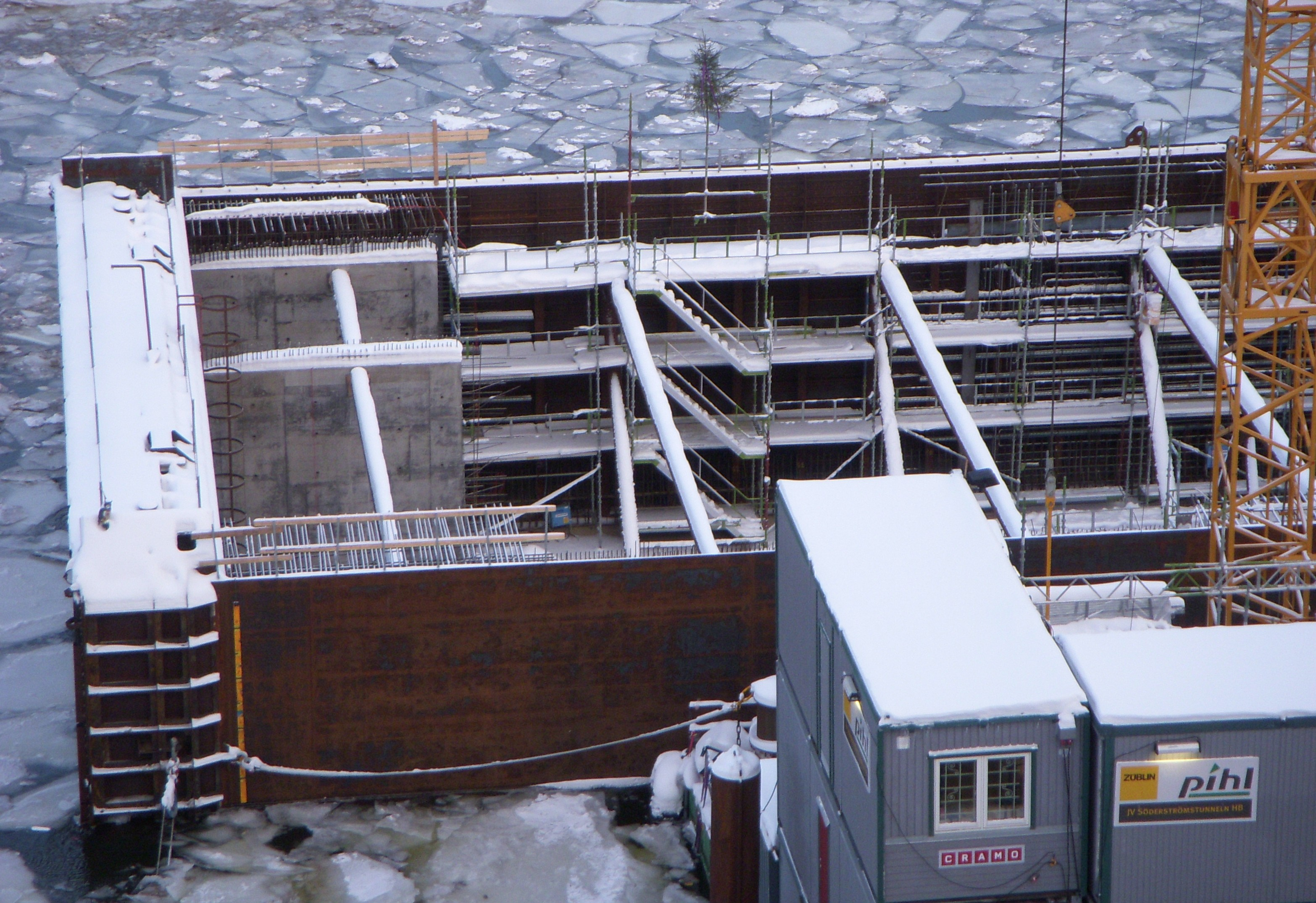
Stavba tunelu pod jezerem v prosinci 2010
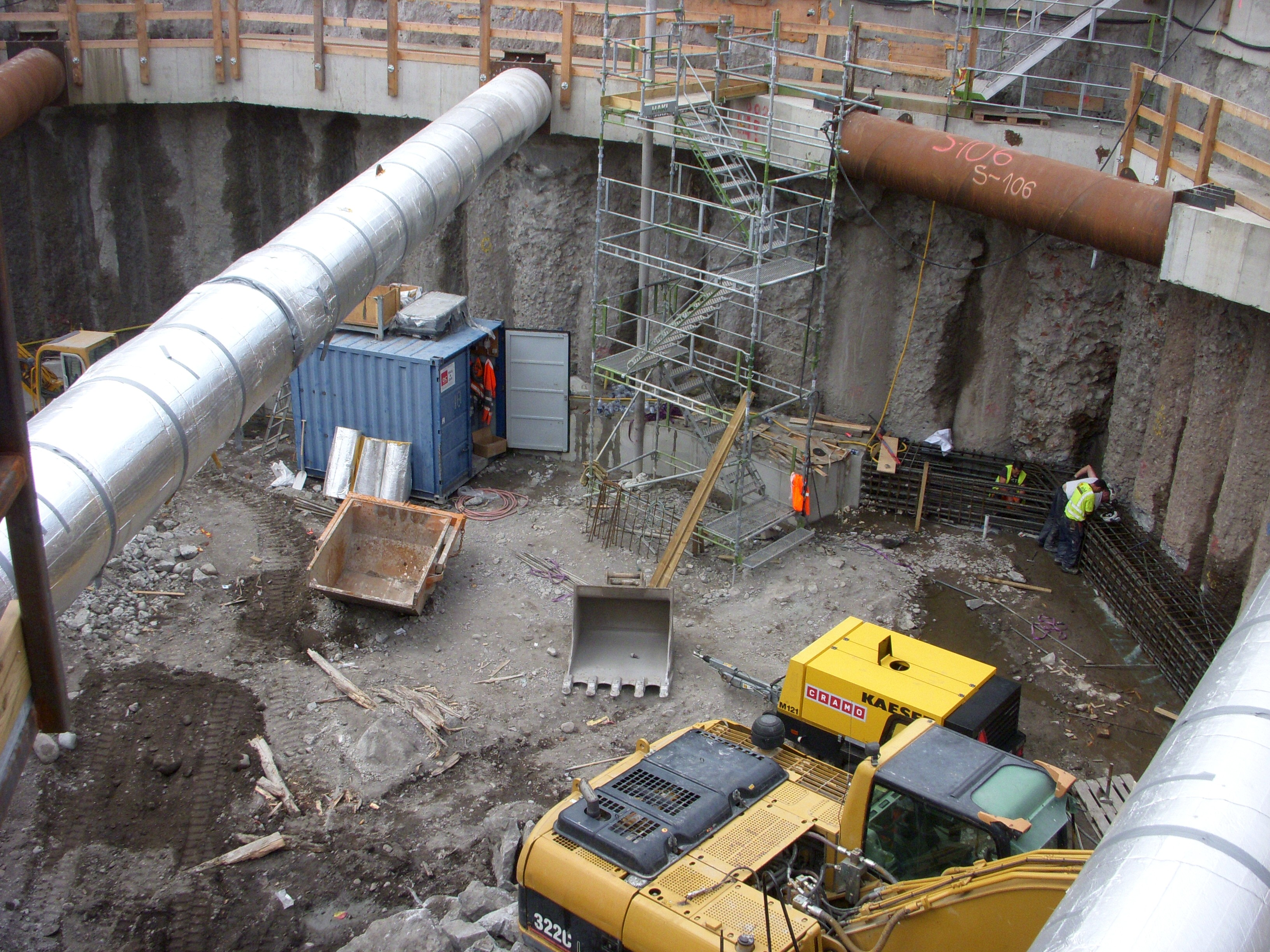
Stavba tunelu pod jezerem v červenci 2011
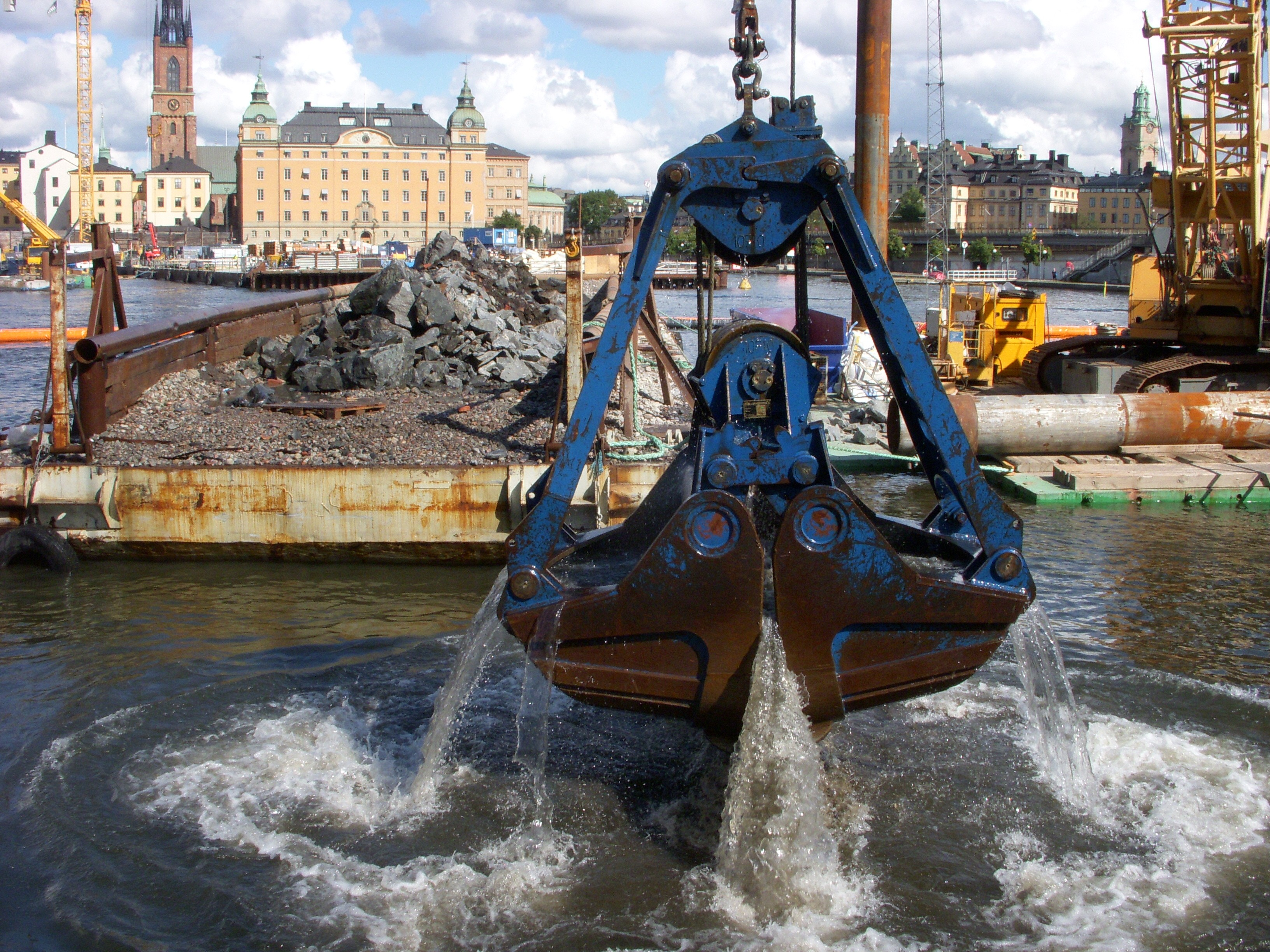
Výkop pro tunel pod jezerem v srpnu 2011
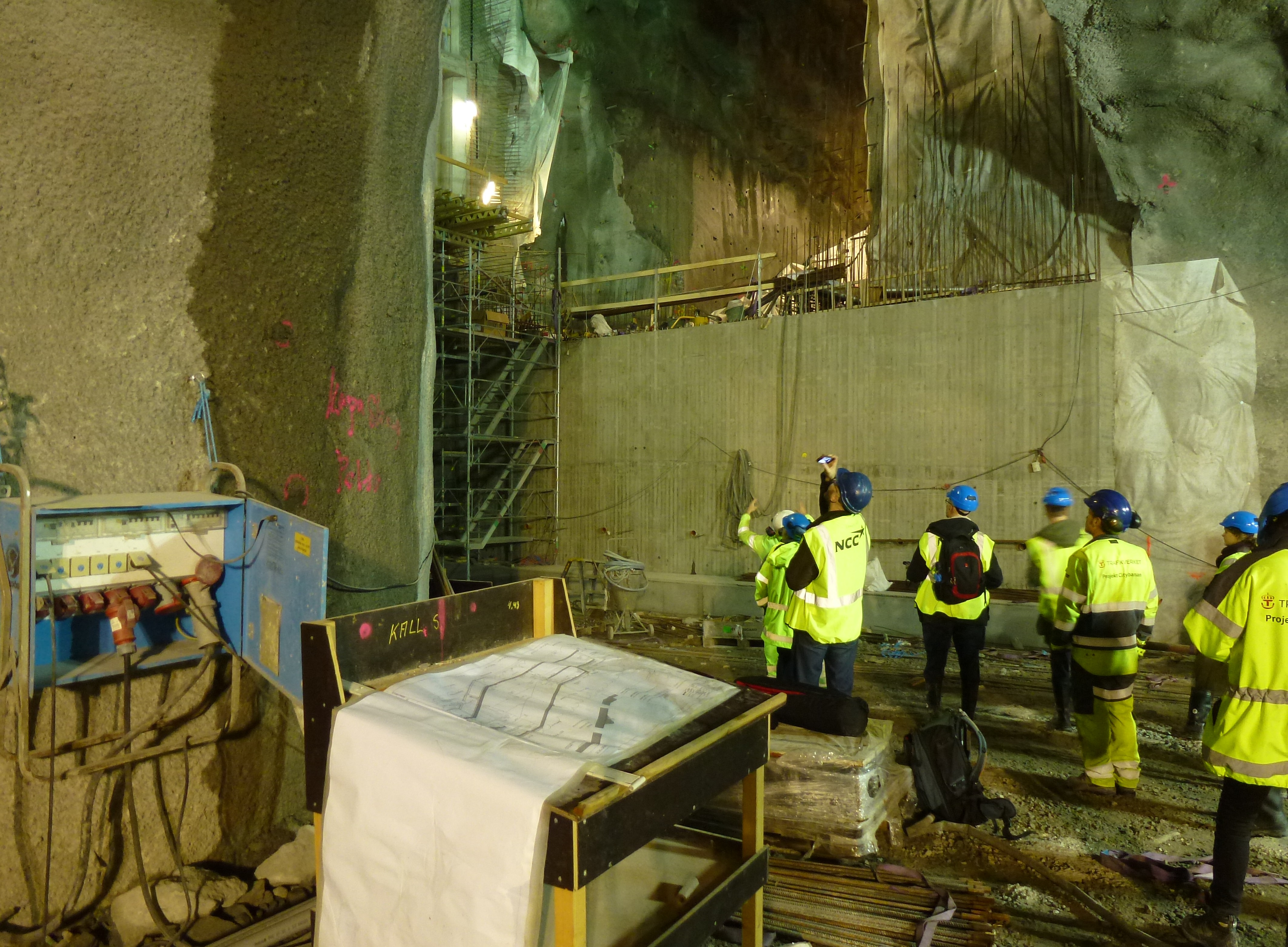
Stavba stanice Stockholm City v dubnu 2012
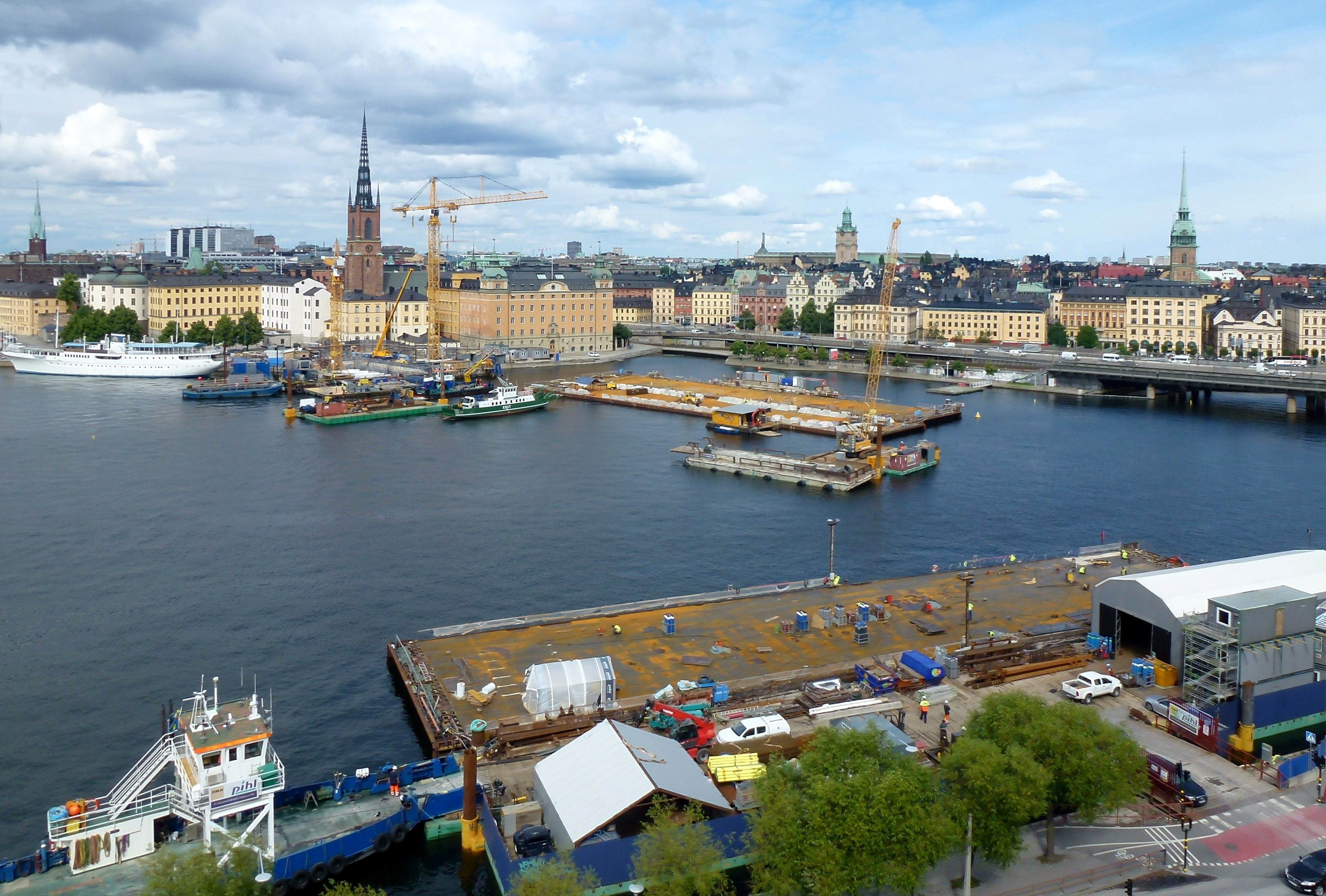
Stavba tunelu pod jezerem v srpnu 2012
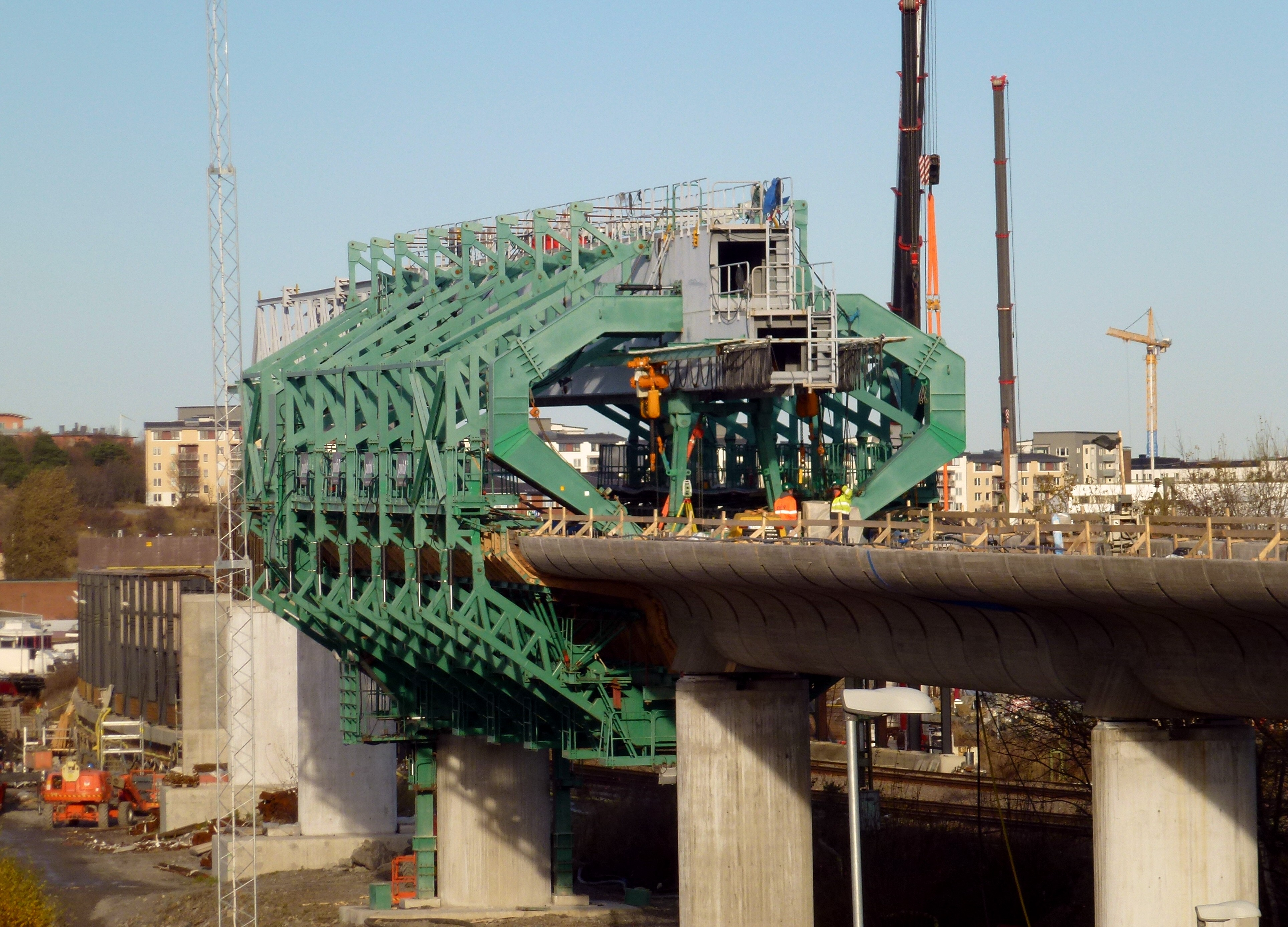
Stavba estakády pro dálkové vlaky na severu úseku někdy v roce 2012
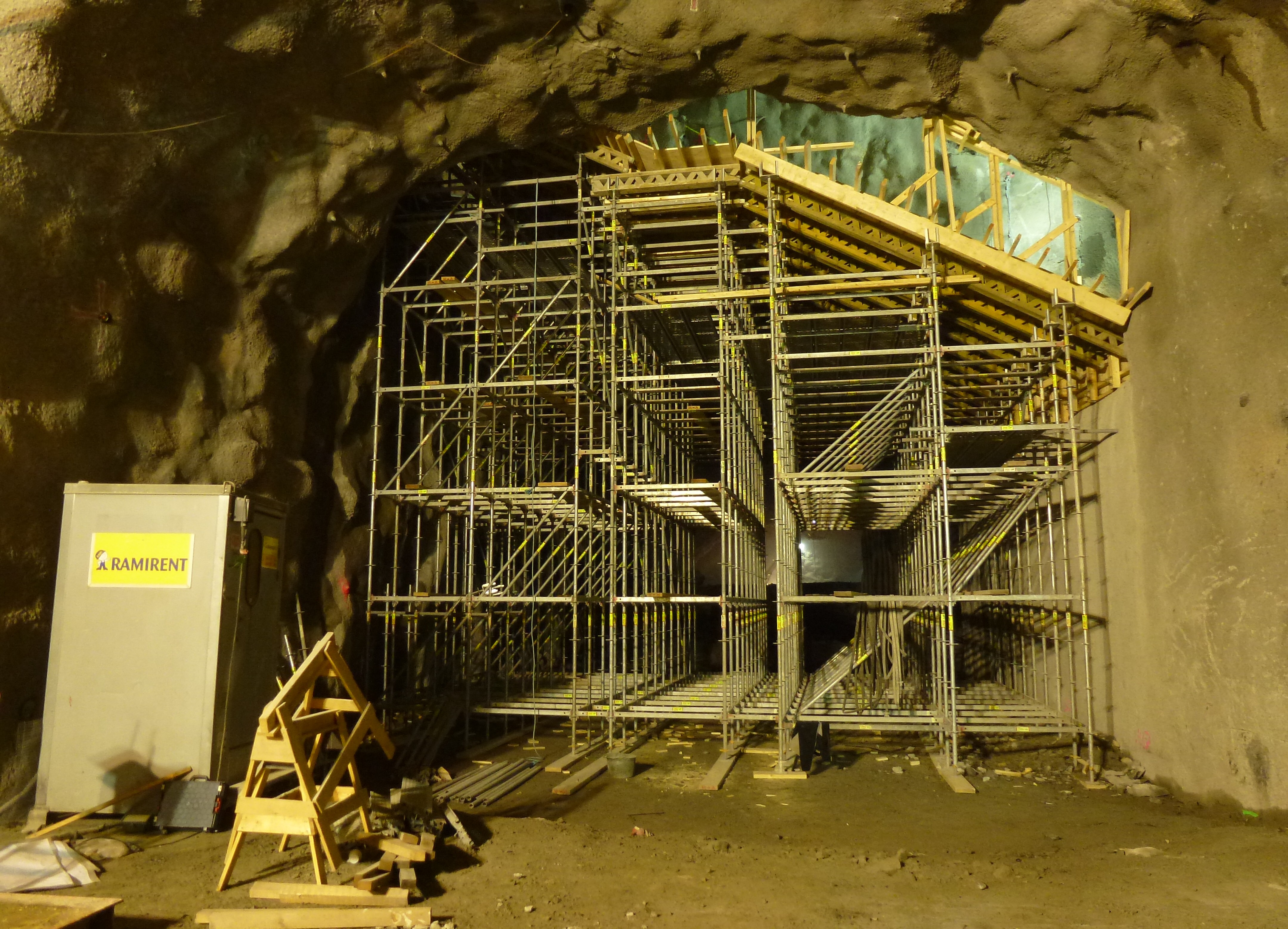
Stavba stanice Stockholm City v říjnu 2012
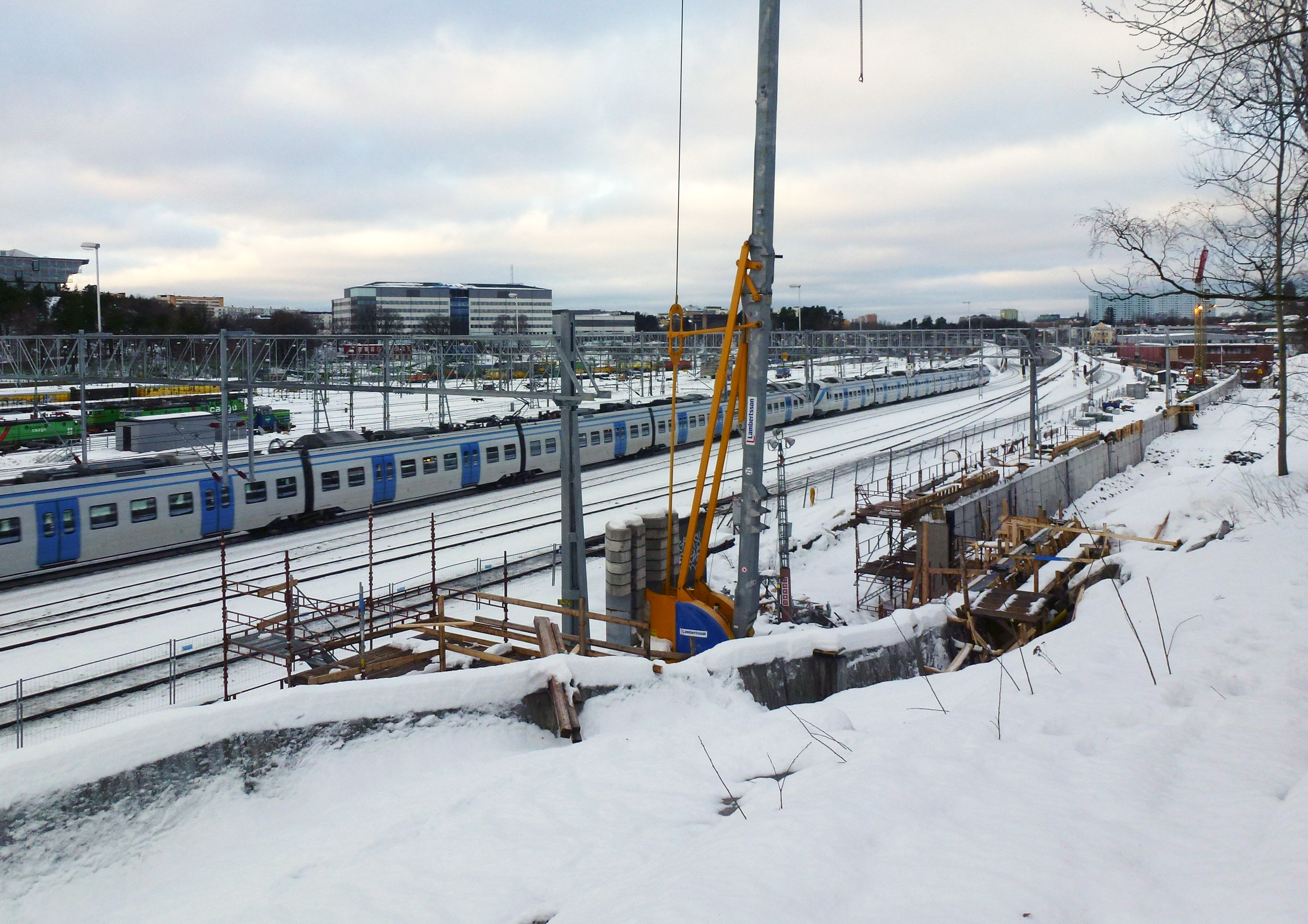
Práce na severní části úseku v prosinci 2012
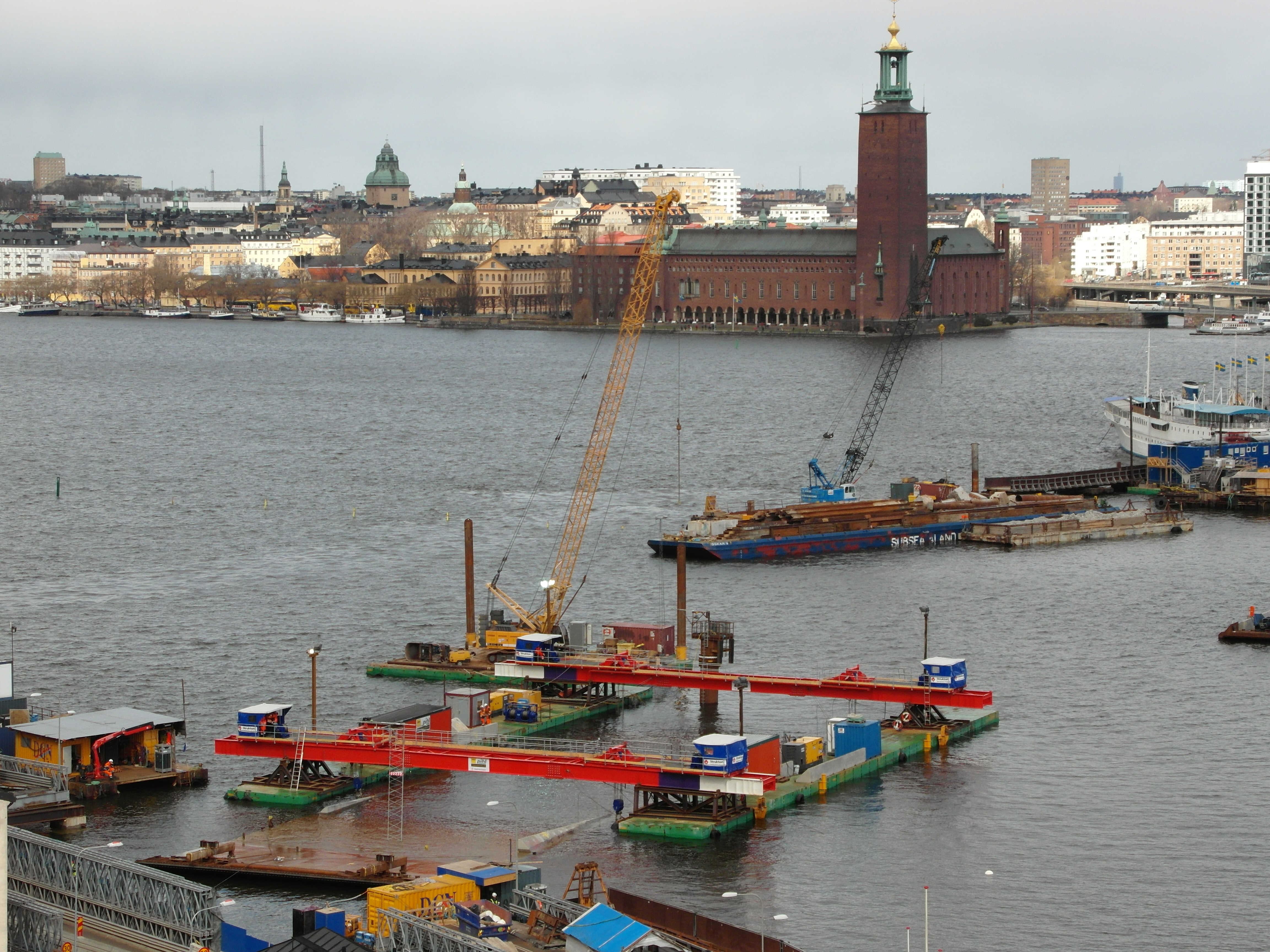
Stavba tunelu pod jezerem v dubnu 2013
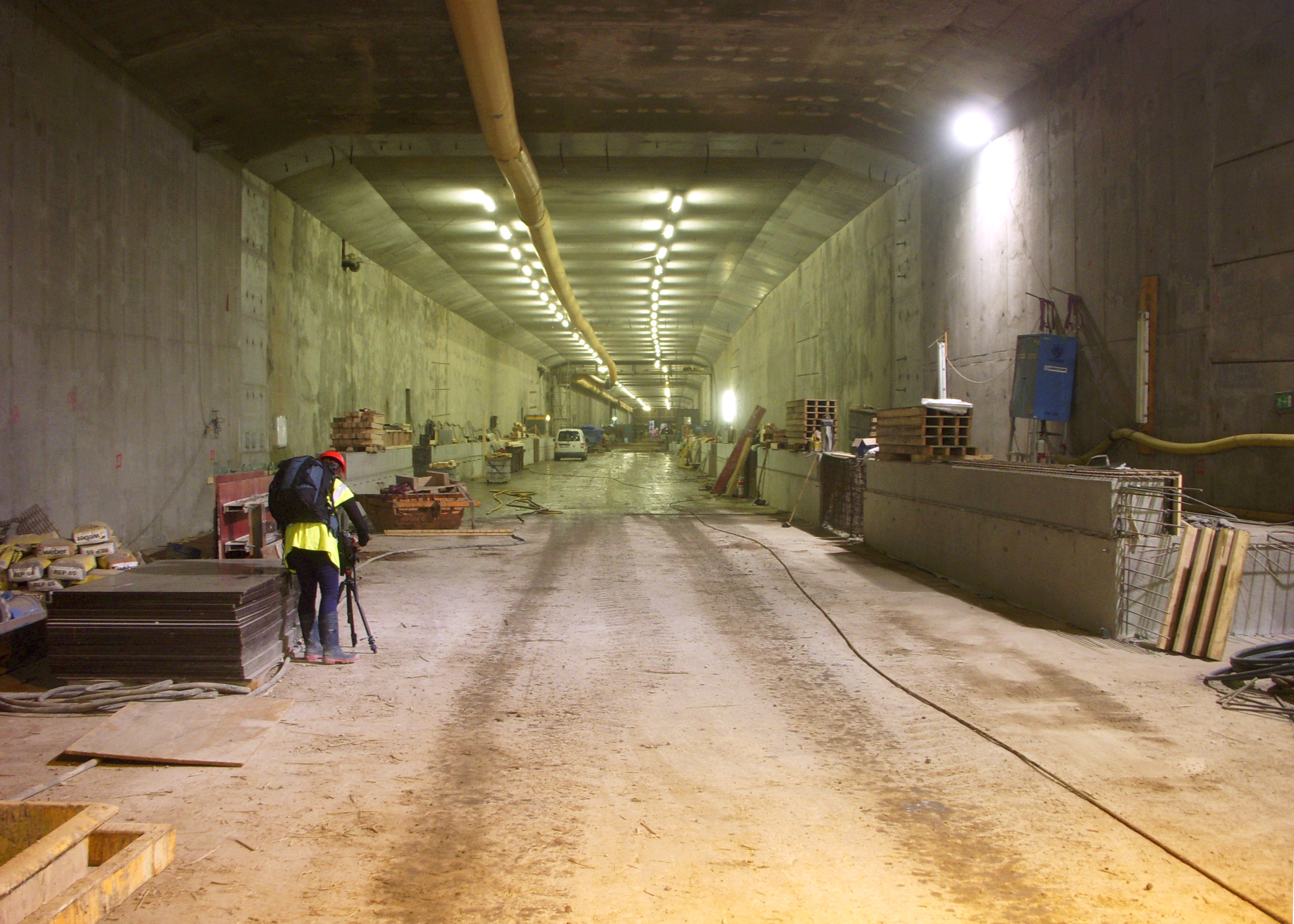
Tunel pod jezerem v říjnu 2013
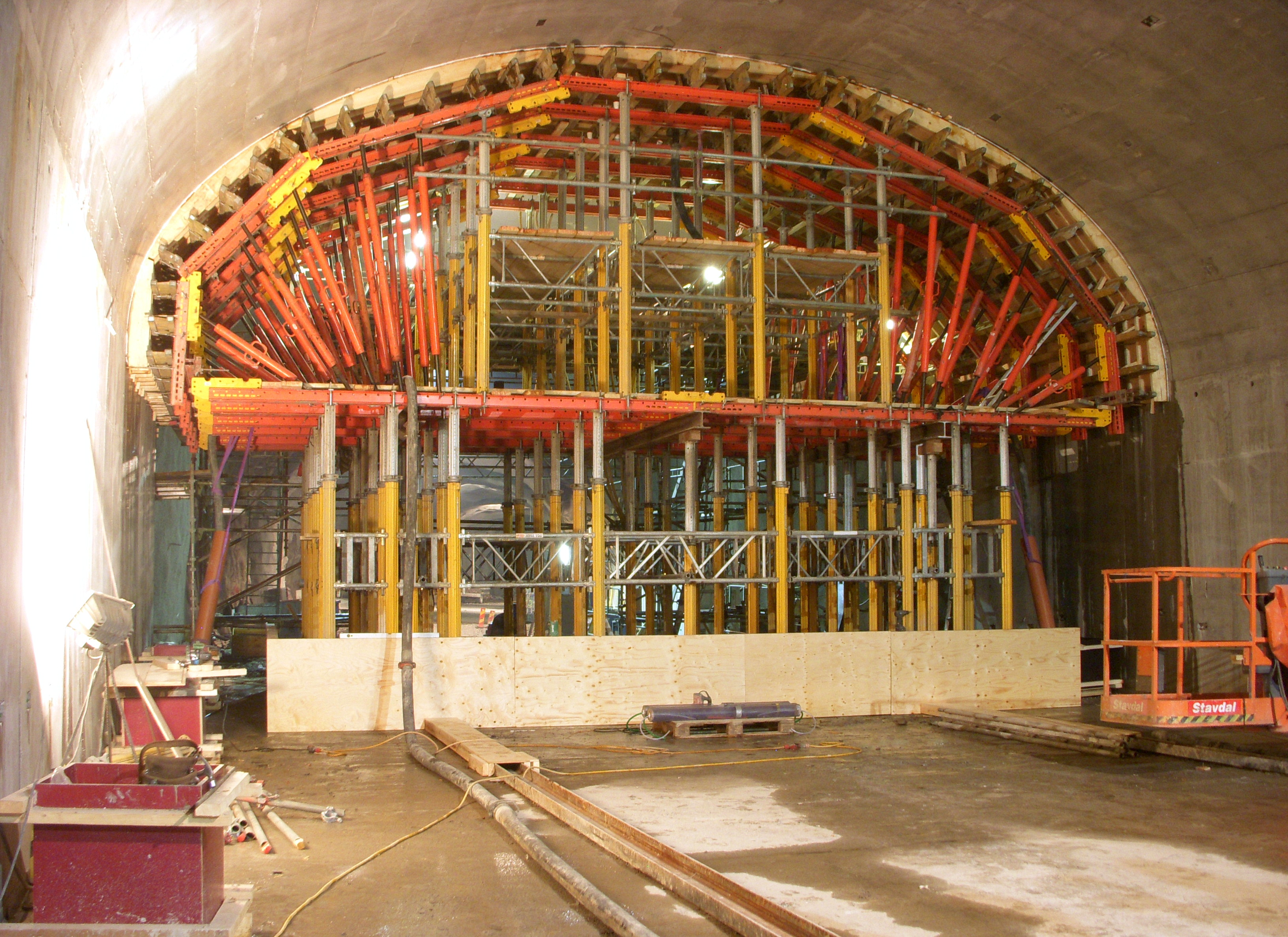
Betonáž ražené části napojení na stanici Södra v říjnu 2013
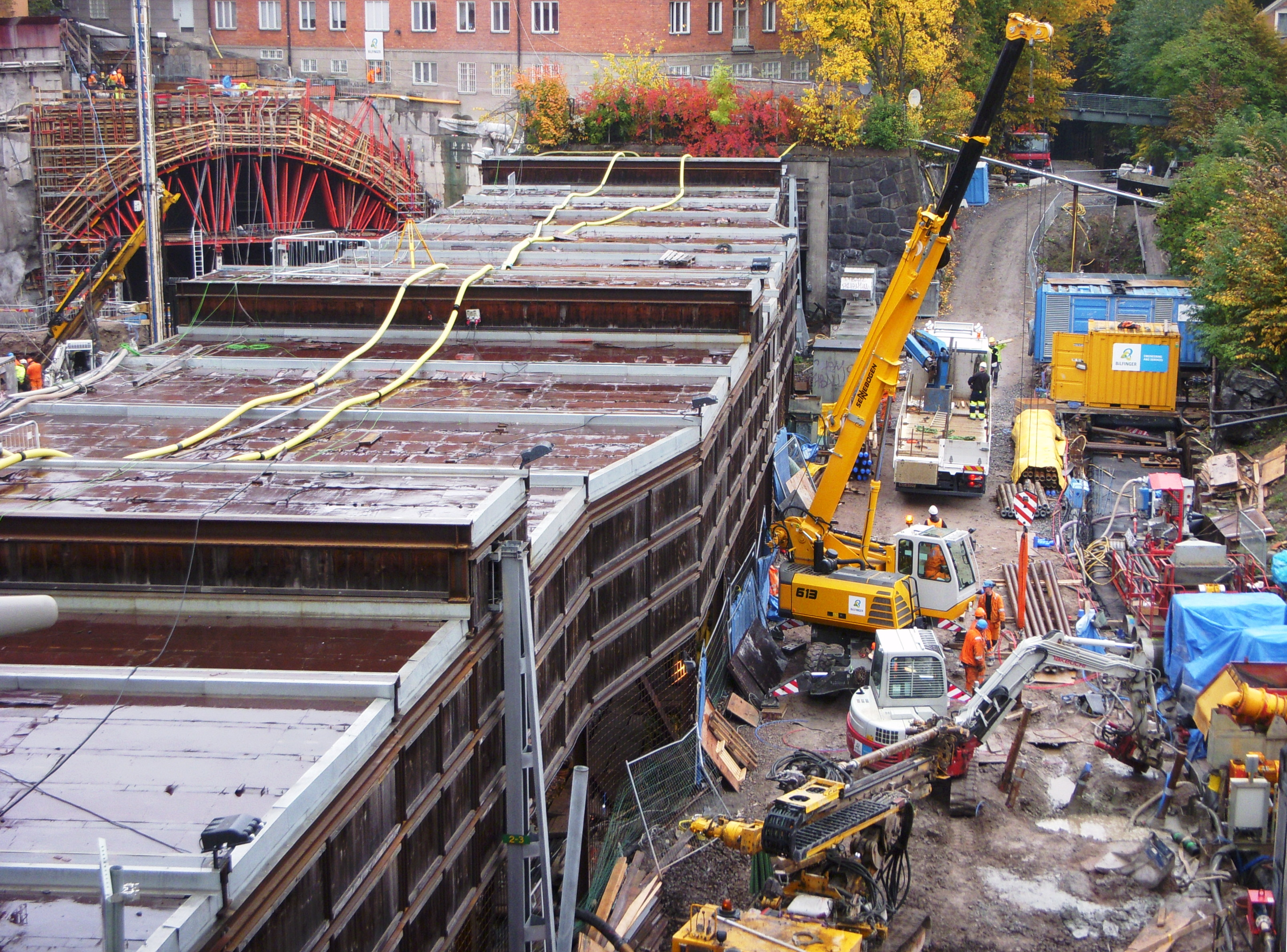
Betonáž hloubené části napojení na stanici Södra v říjnu 2013
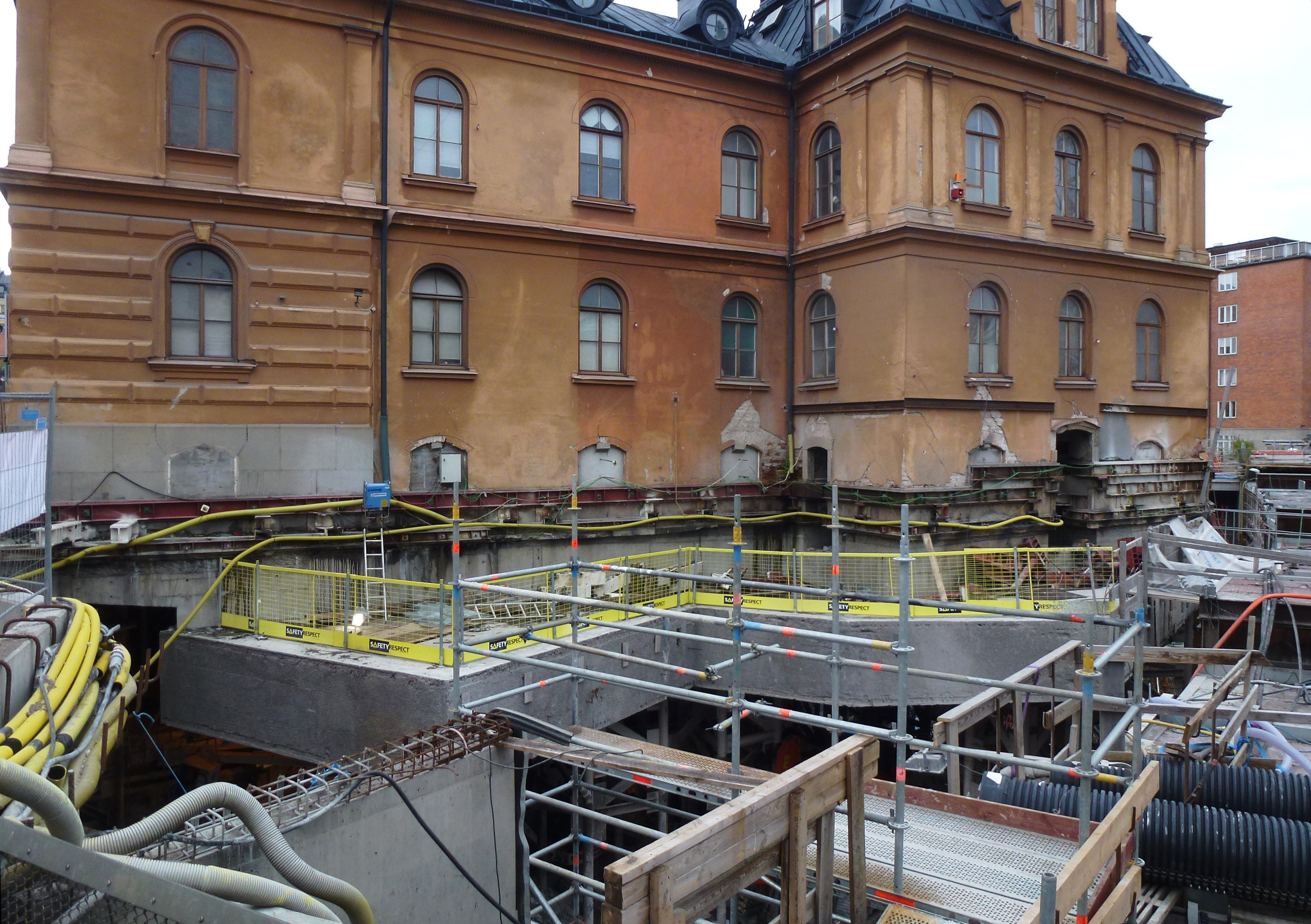
Stavba napojení na stanici Södra v říjnu 2014

## Galerie - provoz

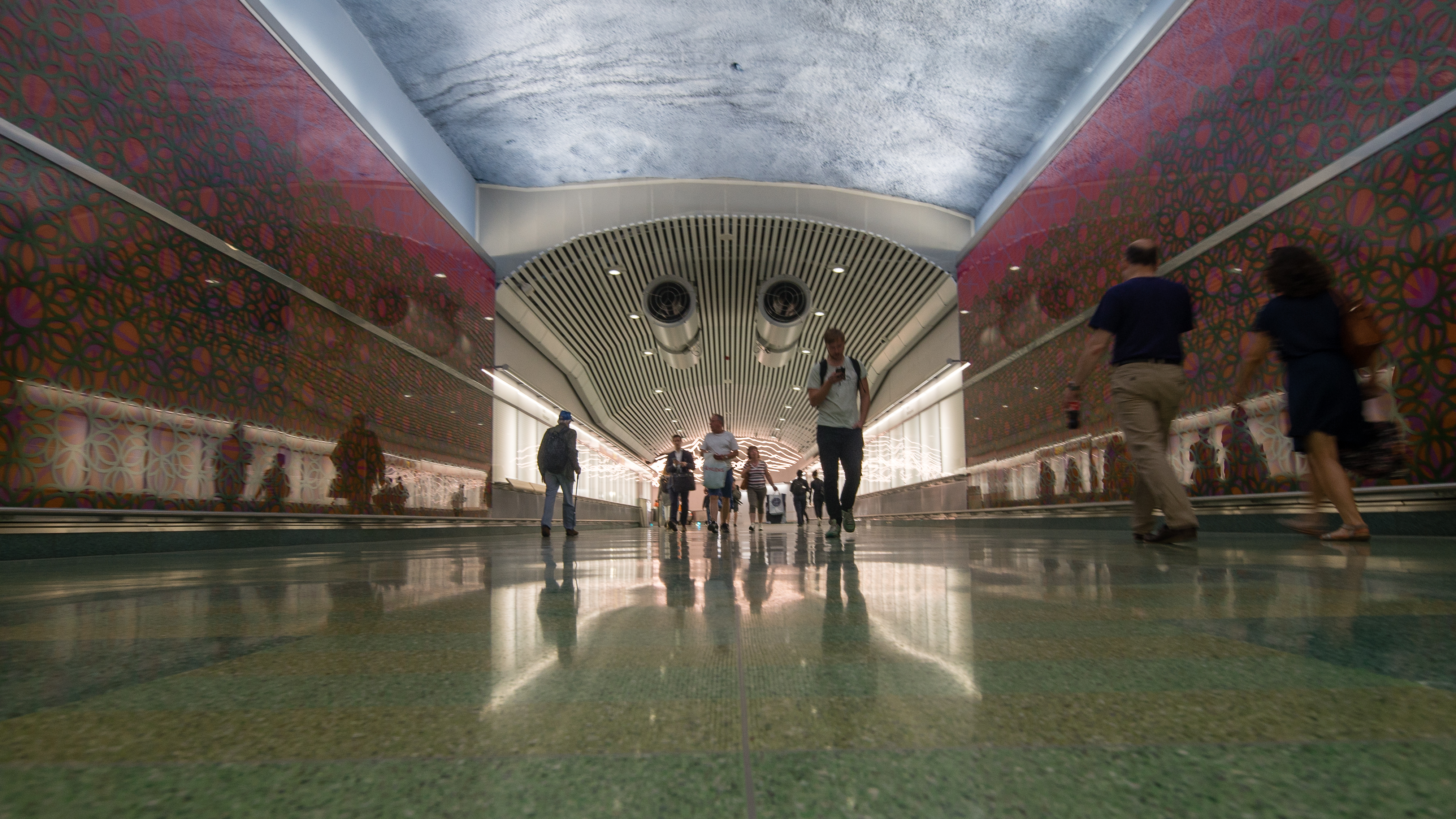
Vstup do stanice Stockholm Odenplan
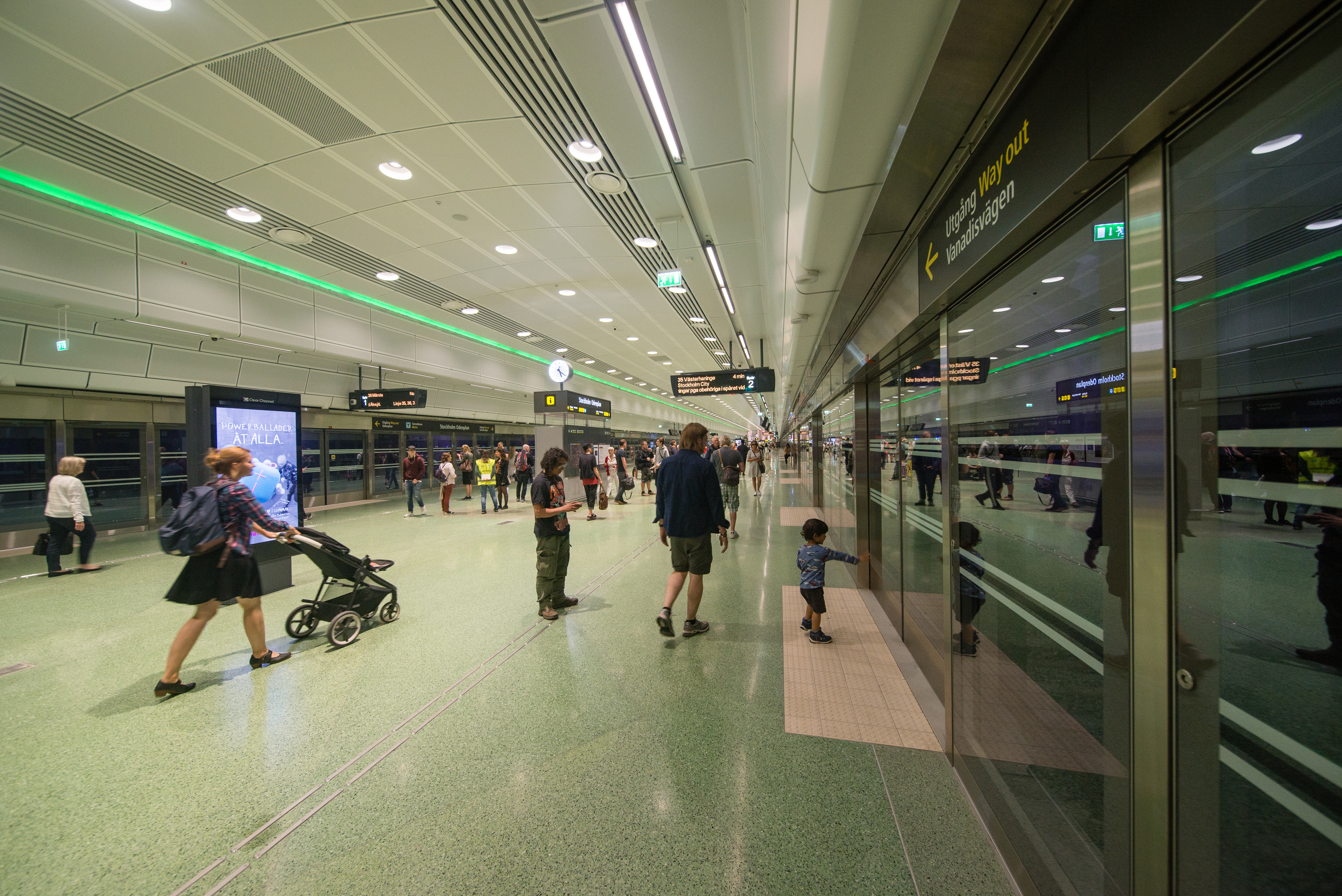
Nástupiště stanice Stockholm Odenplan
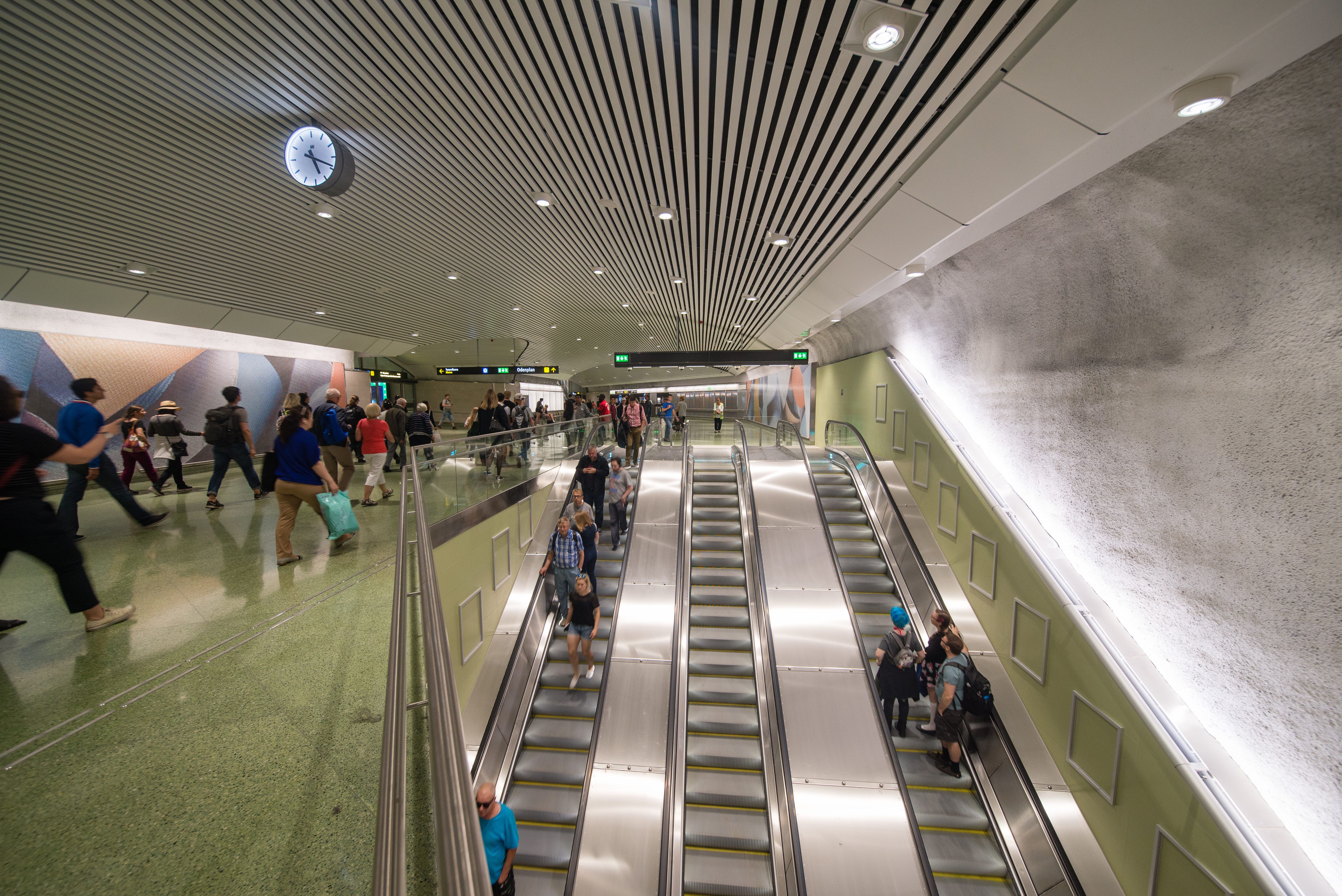
Přestupový tunel na Odenplanu
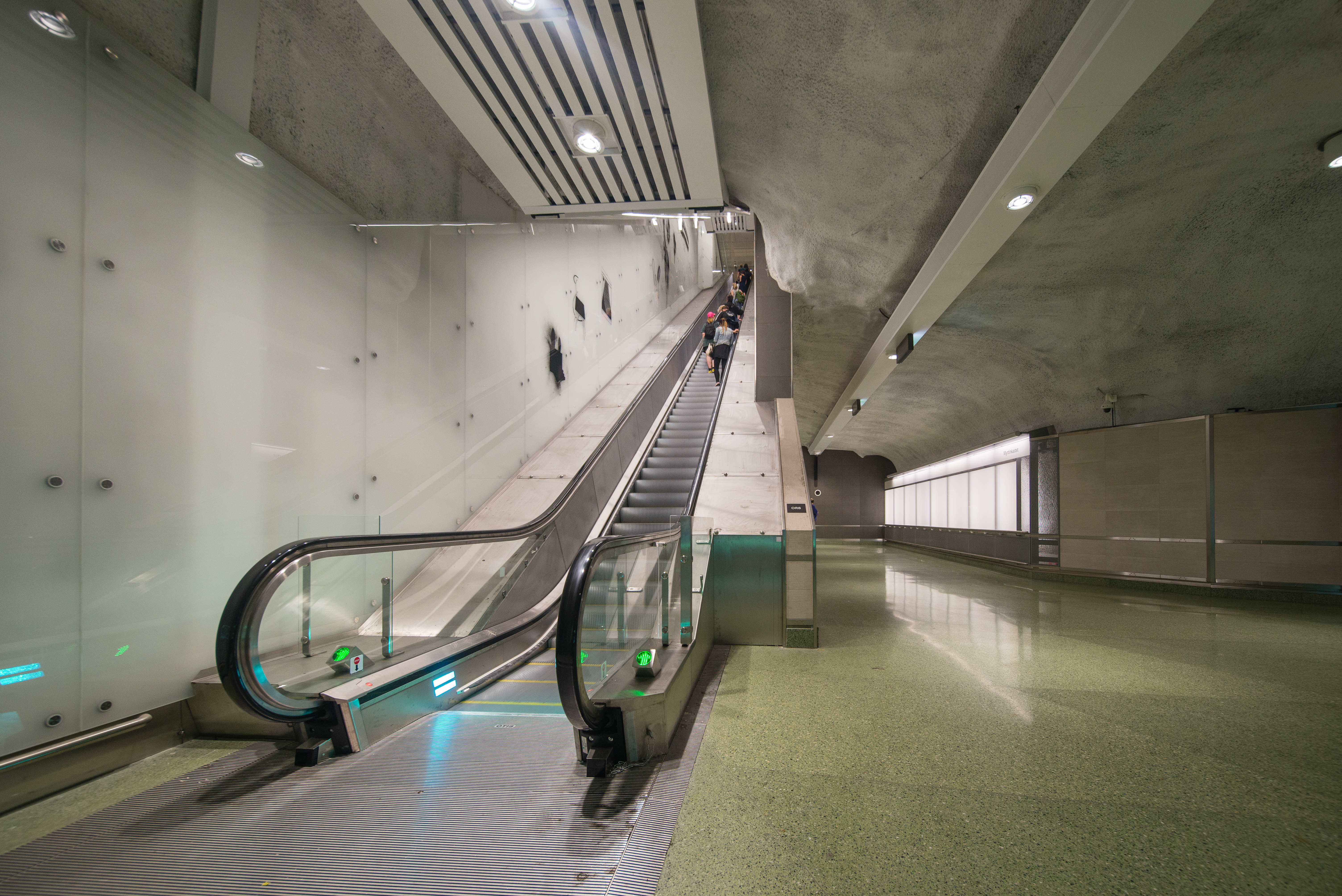
Přestup na zelenou linku na Odenplanu
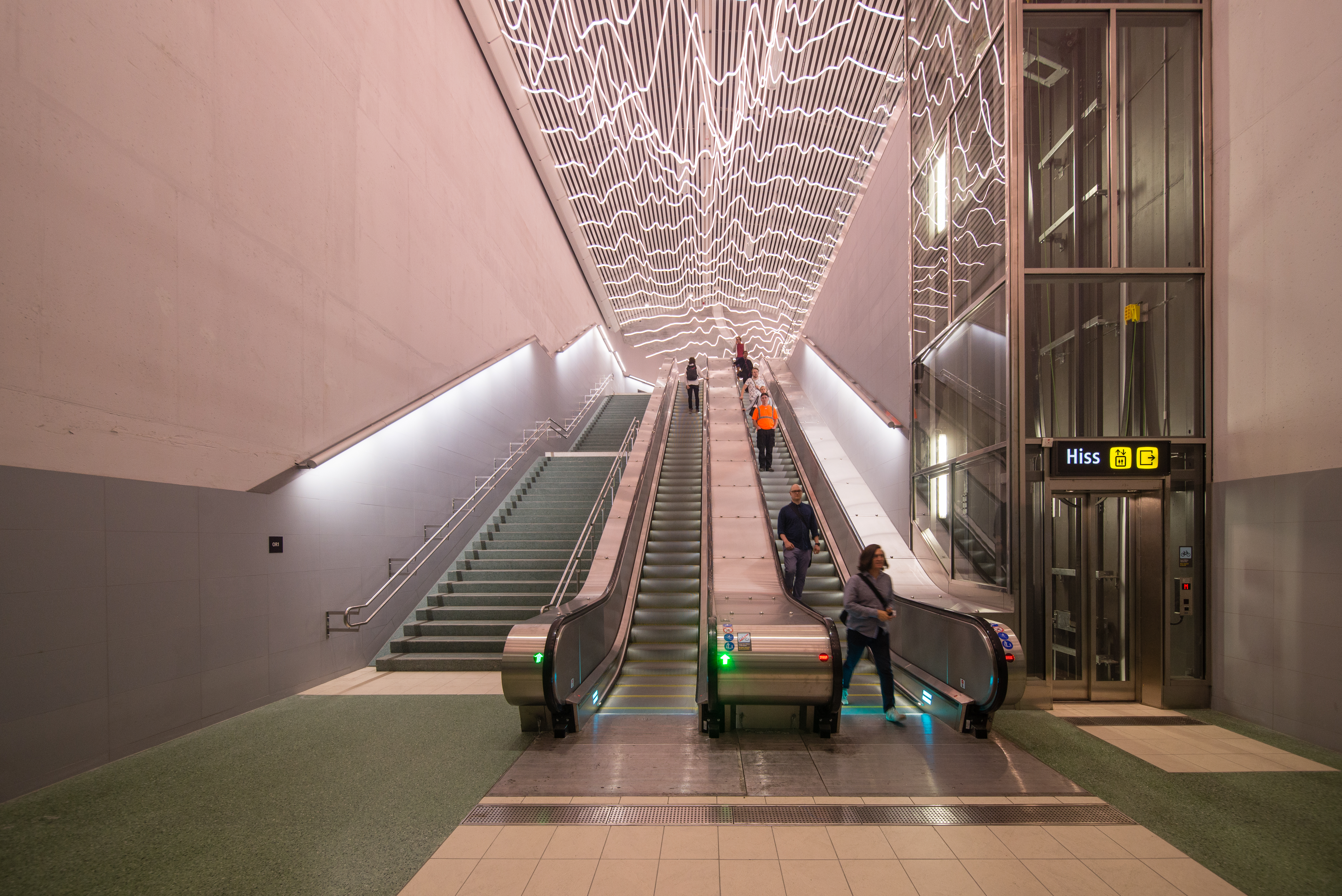
Vstup do stanice Odenplan
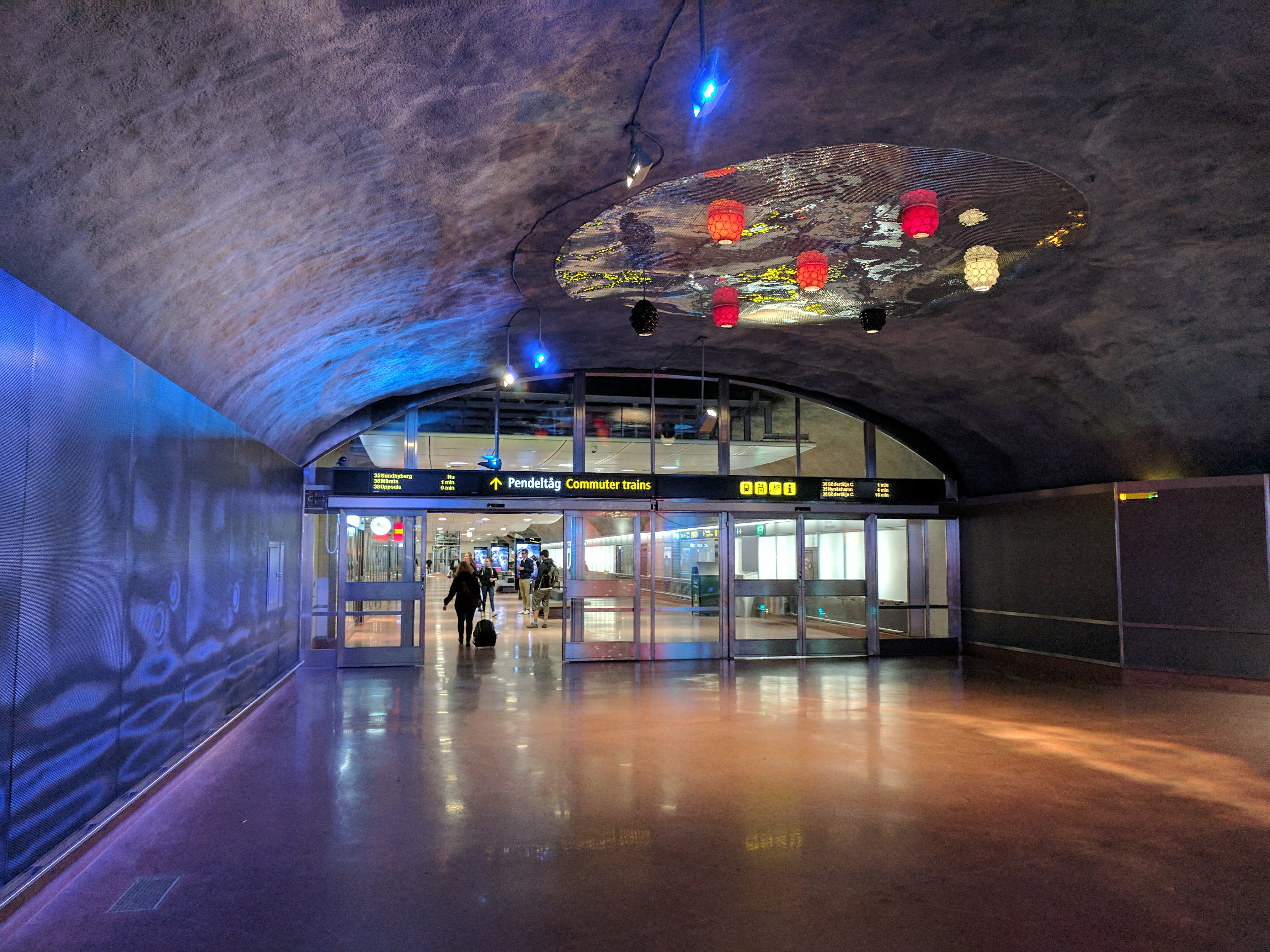
Přestupní chodba ve stanici Stockholm city
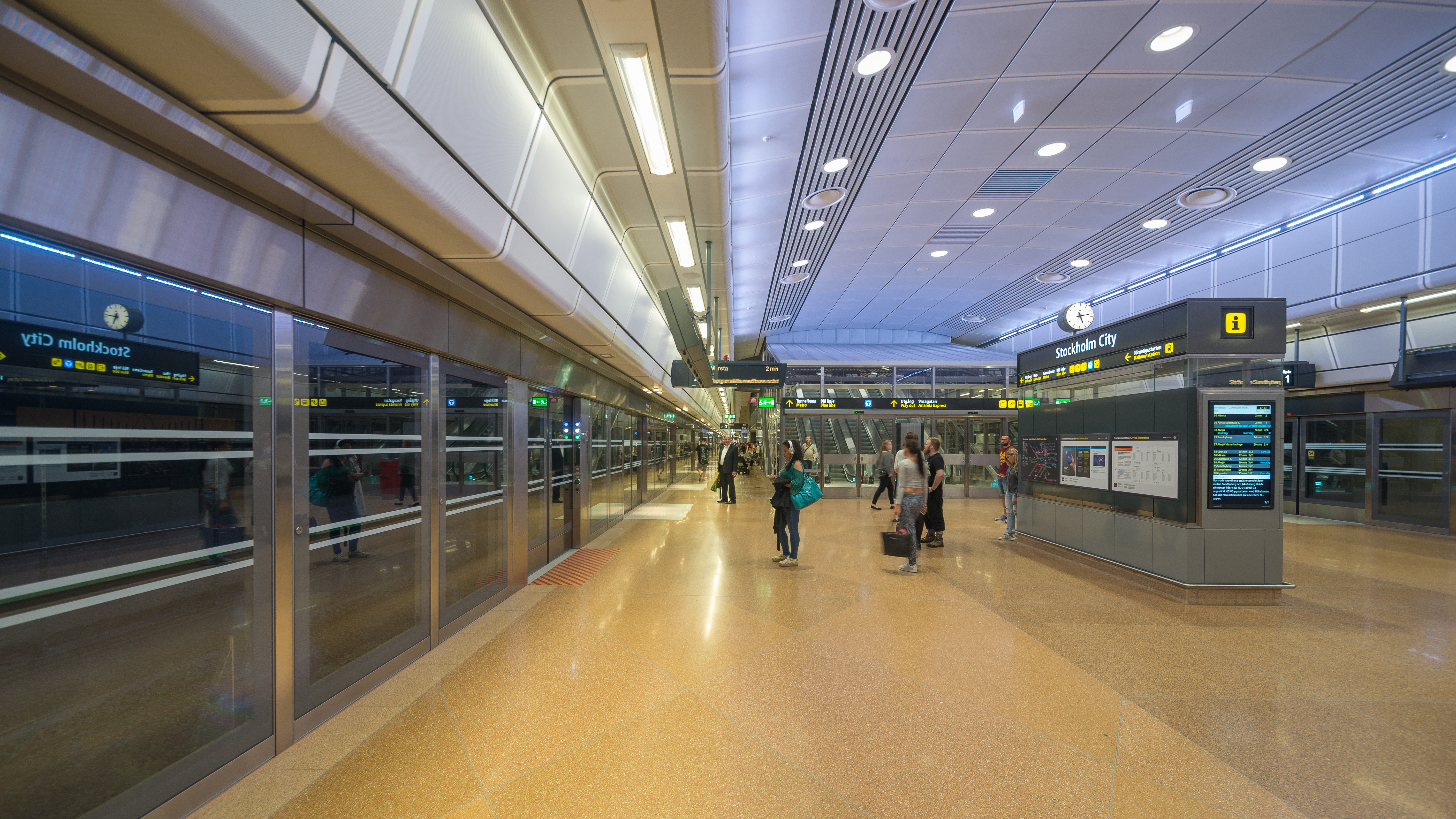
Nástupiště stanice Stockholm city
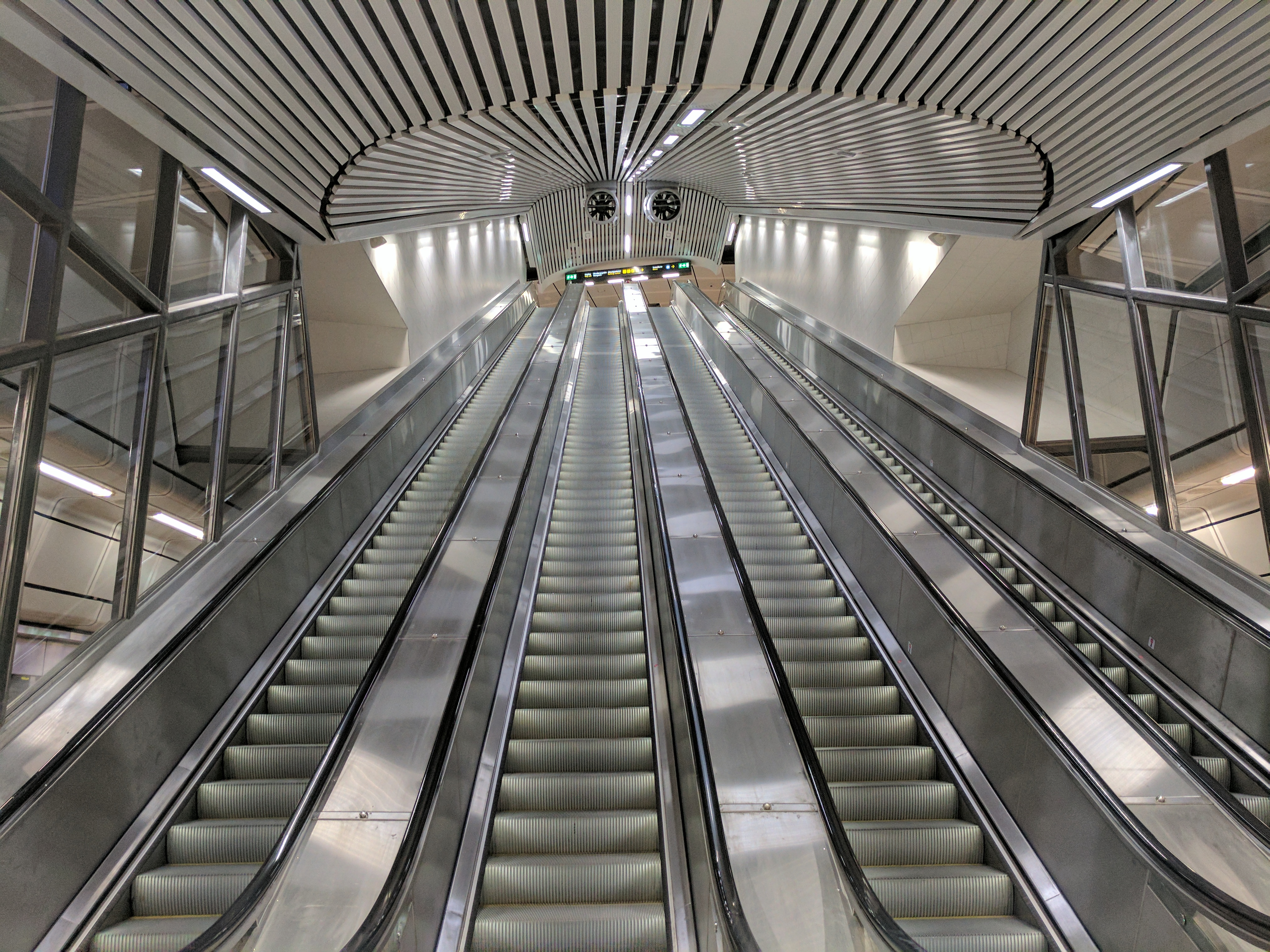
Eskalátor ve stanici Stockholm City
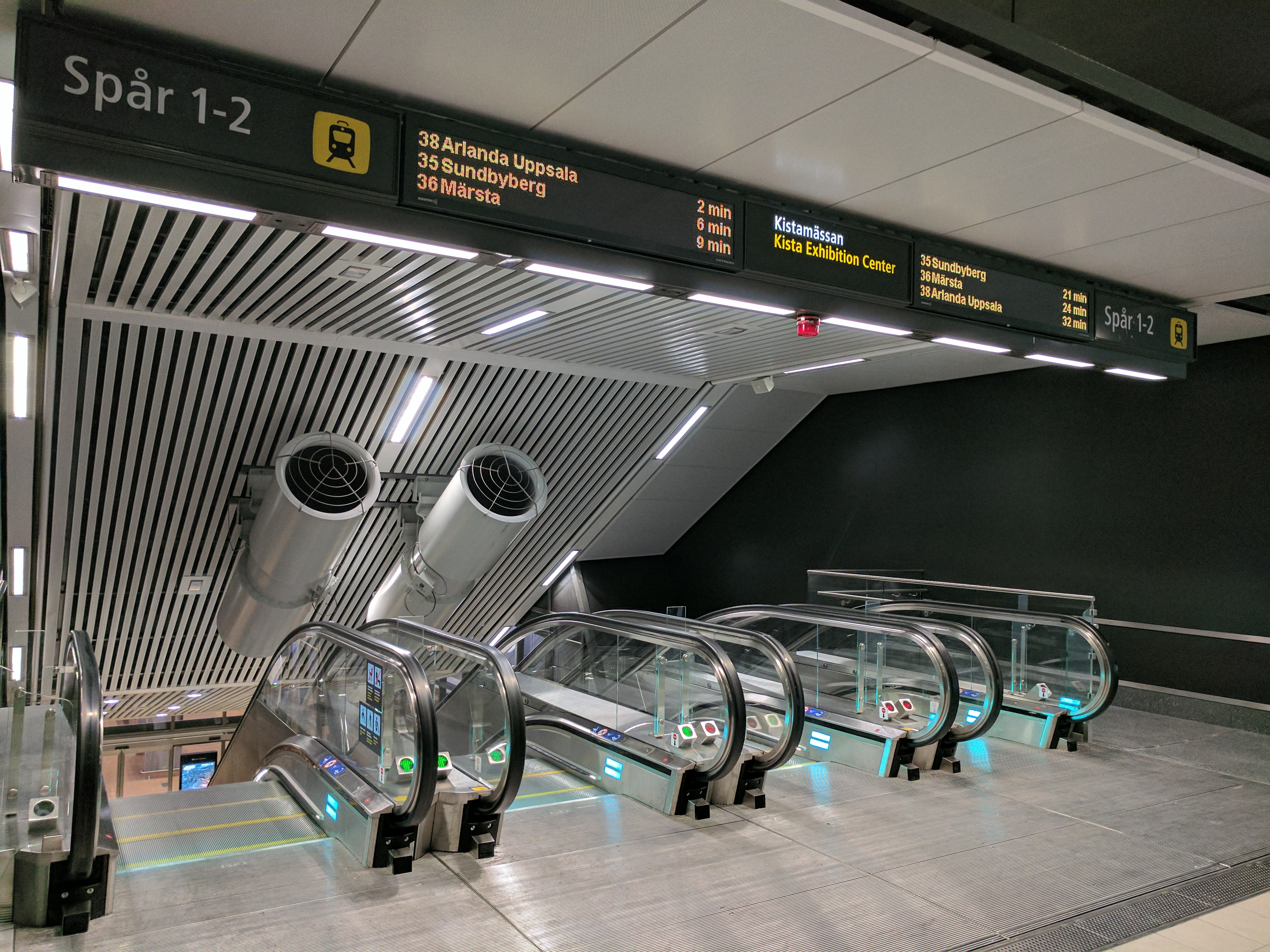
Vstup do stanice Stockholm City
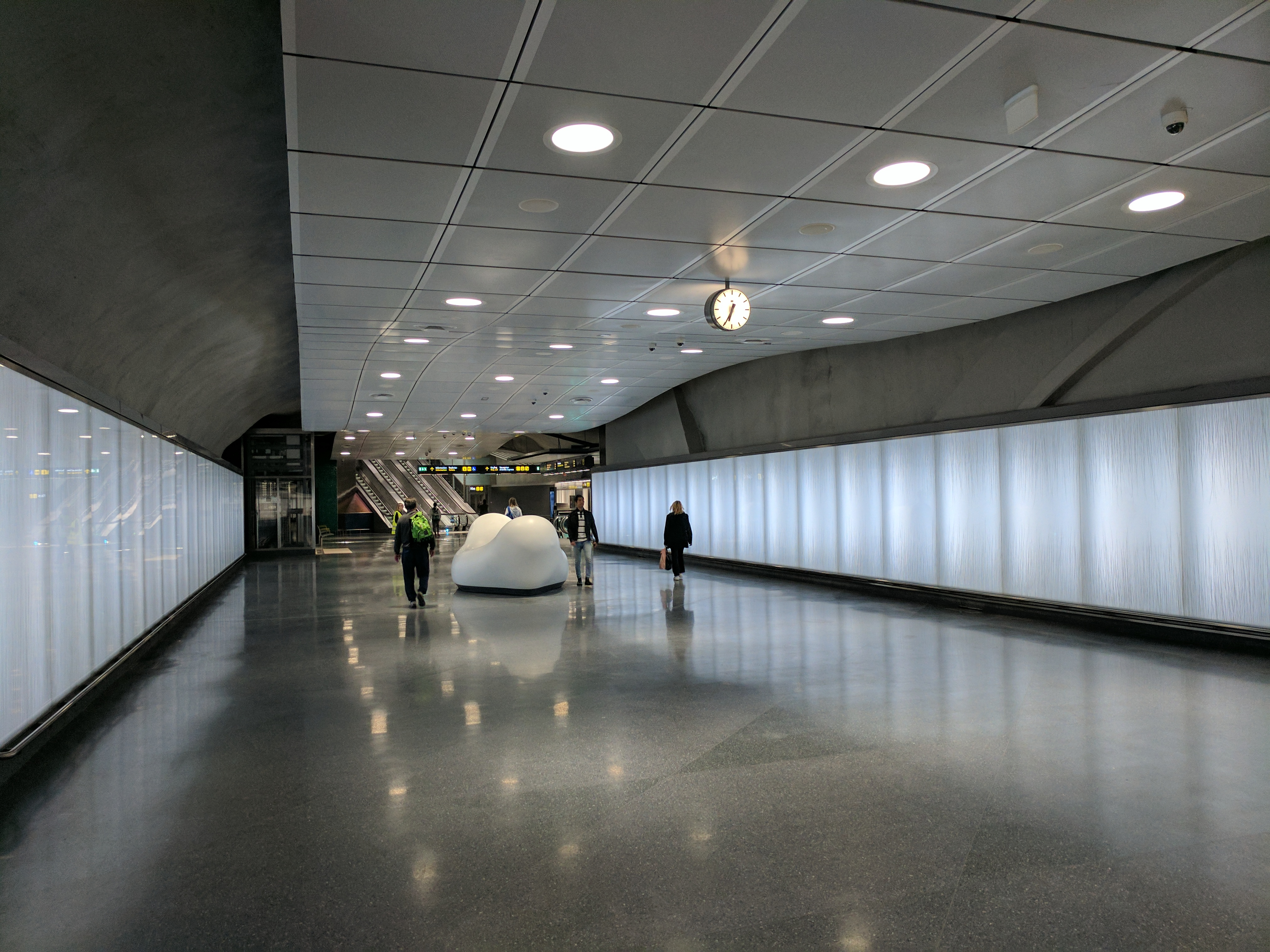
Přestupní chodba ve stanici Stockholm City
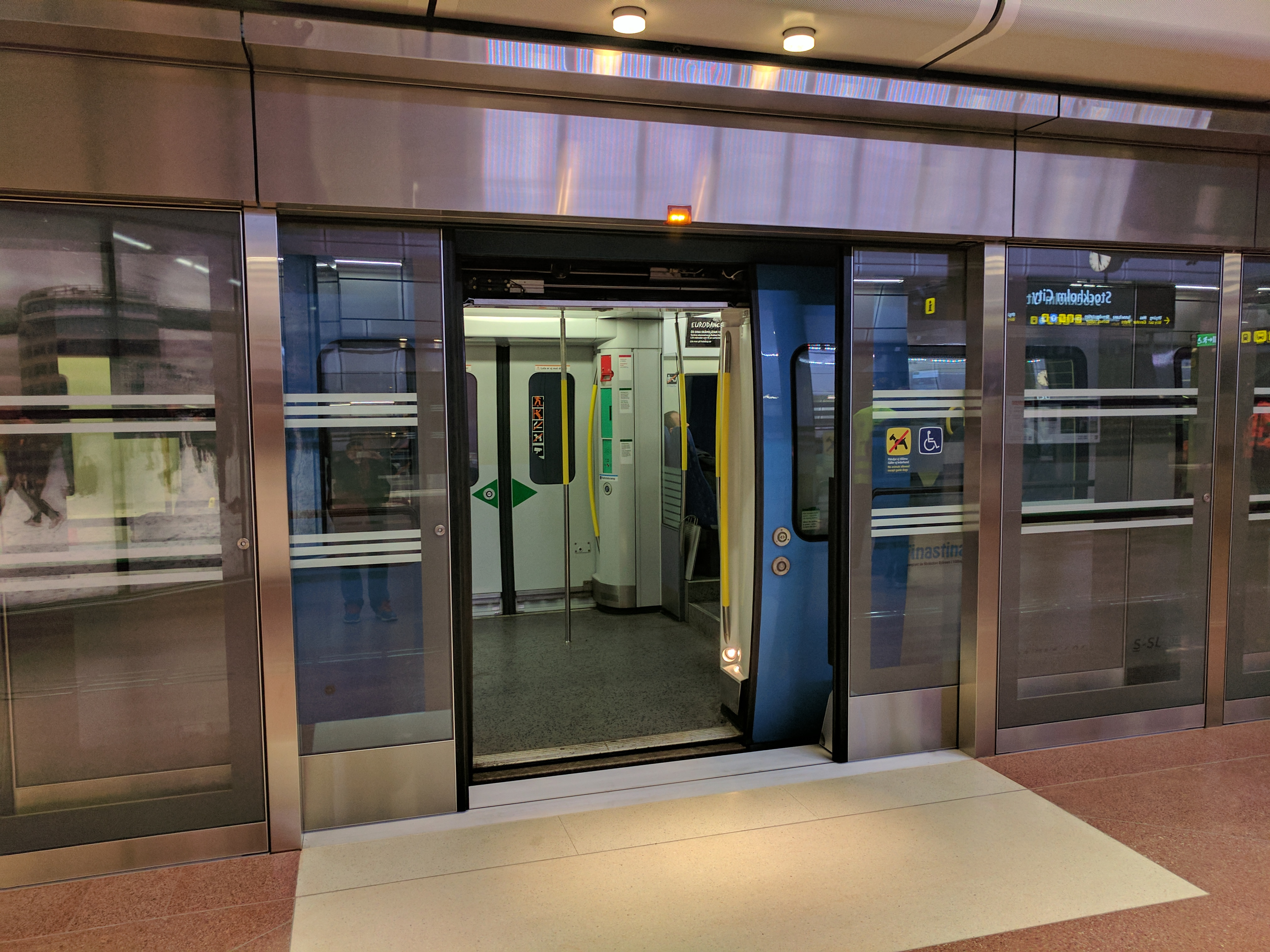
Vlak ve stanici Stockholm City